# Dysgonia
Dysgonia és un gènere de lepidòpters ditrisis de la família dels erèbids (Erebidae), subfamília Erebinae. És membre de la tribu Ophiusini.

## Taxonomia
Moltes espècies anteriorment d'aquest gènere van ser mogudes a altres gèneres, com Bastilla, Buzara, Pindara i Macaldenia, per Holloway & Miller el 2003. Altres espècies anteriors de Dysgonia van ser mogudes al gènere Parallelia.

## Espècies
- Dysgonia algira (Linnaeus, 1767)
- Dysgonia calefasciens (Walker, 1858)
- Dysgonia conficiens (Walker, 1858)
- Dysgonia constricta (Butler, 1874)
- Dysgonia coreana (Leech, 1889)
- Dysgonia correctana (Walker, 1865)
- Dysgonia dulcis (Butler, 1878)
- Dysgonia duplexa (Moore, 1883)
- Dysgonia hercodes (Meyrick, 1902)
- Dysgonia hicanora (Turner, 1903)
- Dysgonia interpersa (Guenée, 1852)
- Dysgonia latifasciata Warren, 1888
- Dysgonia mandschuriana (Staudinger, 1892)
- Dysgonia monogona (Lower, 1903)
- Dysgonia obscura (Bremer & Grey, 1853)
- Dysgonia orbata Berio, 1955
- Dysgonia properata (Walker, 1858)
- Dysgonia renalis (Hampson, 1894)
- Dysgonia rigidistria (Guenée, 1852)
- Dysgonia rogenhoferi (Bohatsch, 1880)
- Dysgonia senex (Walker, 1858)
- Dysgonia stuposa (Fabricius, 1794)
- Dysgonia torrida (Guenée, 1852)
- Dysgonia uvarovi (Wiltshire, 1949)
- Dysgonia valga (Prout, 1919)

### Espècies de les quals la col·locació en Dysgonia és incerta
- Dysgonia abnegans (Walker, 1858)
- Dysgonia adunca (L.B. Prout, 1919)
- Dysgonia albilinea Hampson, 1918)
- Dysgonia albocincta (Walker, 1865)
- Dysgonia analamerana (Griveaud, 1981)
- Dysgonia anetica (Felder and Rogenhofer, 1874)
- Dysgonia ankalirano Viette, 1982
- Dysgonia arcifera (Druce, 1912)
- Dysgonia aviceps (Warren, 1915)
- Dysgonia banian (Griveaud, 1981)
- Dysgonia berioi Viette, 1968
- Dysgonia chiliensis (Guenée, 1852)
- Dysgonia conjunctura (Walker, 1858)
- Dysgonia conspicua (Warren, 1915)
- Dysgonia curvilimes (Warren, 1915)
- Dysgonia delphinensis (Viette, 1968)
- Dysgonia diffusa (A.E. Prout, 1921)
- Dysgonia diplocyma (Gaede, 1917)
- Dysgonia eclipsifera (Hampson, 1918)
- Dysgonia erectata (Hampson, 1902)
- Dysgonia expediens (Walker, 1858)
- Dysgonia fallax (Hulstaert, 1924) (syn: Dysgonia septentrionis (Hulstaert, 1924))
- Dysgonia fruhstorferi Swinhoe, 1918
- Dysgonia galphyra (A.E. Prout, 1927)
- Dysgonia goniophora (Hampson, 1910) (syn: Dysgonia diamesa (A.E. Prout, 1927))
- Dysgonia humilis Holland, 1894
- Dysgonia insignifica (Bethune-Baker, 1906)
- Dysgonia iotrigona (Zerny, 1916)
- Dysgonia irregulata (Berio, 1956)
- Dysgonia isotima (L.B. Prout, 1919)
- Dysgonia latifascia Warren, 1888
- Dysgonia laurentensis (Viette, 1968)
- Dysgonia leucogramma (Hampson, 1913)
- Dysgonia lilacea (Bethune-Baker, 1906)
- Dysgonia macrorhyncha (Hampson, 1913)
- Dysgonia malgassica (Viette, 1968)
- Dysgonia manillana Swinhoe, 1918
- Dysgonia masama (Griveaud, 1981)
- Dysgonia mesonephele (Hampson, 1910)
- Dysgonia multilineata (Holland, 1894)
- Dysgonia muza (Strand, 1919)
- Dysgonia nesites (A.E. Prout, 1927)
- Dysgonia orodes (Cramer, 1777) (syn: Dysgonia perfinita (Möschler, 1880))

### Espècies anteriors
- Dysgonia absentimacula is now Bastilla absentimacula (Guenée, 1852)
- Dysgonia acuta is now Bastilla acuta (Moore, 1883)
- Dysgonia amygdalis is now Bastilla amygdalis (Moore, 1885)
- Dysgonia analis is now Bastilla analis (Guenée, 1852)
- Dysgonia arcuata is now Bastilla arcuata (Moore, 1877)
- Dysgonia arctotaenia is now Bastilla arctotaenia (Guenée, 1852)
- Dysgonia axiniphora is now Bastilla axiniphora (Hampson, 1913)
- Dysgonia circumsignata is now Bastilla circumsignata (Guenée, 1852)
- Dysgonia consobrina is now Neadysgonia consobrina (Guenée, 1852)
- Dysgonia copidiphora is now Bastilla copidiphora (Hampson, 1913)
- Dysgonia crameri is now Bastilla crameri (Moore, 1885)
- Dysgonia dicoela is now Bastilla dicoela (Turner, 1909)
- Dysgonia frontinus is now Buzara frontinus (Donovan, 1805)
- Dysgonia fulvotaenia is now Bastilla fulvotaenia (Guenée, 1852)
- Dysgonia hamatilis is now Bastilla hamatilis (Guenée, 1852)
- Dysgonia illibata is now Pindara illibata (Fabricius, 1775)
- Dysgonia infractafinis is now Buzara infractafinis (Lucas, 1895)
- Dysgonia joviana is now Bastilla joviana (Stoll, 1782)
- Dysgonia latizona is now Buzara latizona (Butler, 1874)
- Dysgonia maturata is now Bastilla maturata (Walker, 1858)
- Dysgonia maturescens is now Bastilla maturescens (Walker, 1858)
- Dysgonia onelia is now Buzara onelia (Guenée, 1852)
- Dysgonia palumba is now Macaldenia palumba (Guenée, 1852)
- Dysgonia praetermissa is now Bastilla praetermissa (Warren, 1913)
- Dysgonia propyrrha is now Buzara propyrrha (Walker, 1858)
- Dysgonia solomonensis is now Bastilla solomonensis (Hampson, 1913)
- Dysgonia serratilinea is now Pindara serratilinea (Bethune-Baker, 1906)
- Dysgonia similis is now Neadysgonia similis (Guenée, 1852)
- Dysgonia simillima is now Bastilla simillima (Guenée, 1852)
- Dysgonia smithii is now Neadysgonia smithii (Guenée, 1852)
- Dysgonia umbrosa is now Buzara umbrosa (Walker, 1865)

## Galeria

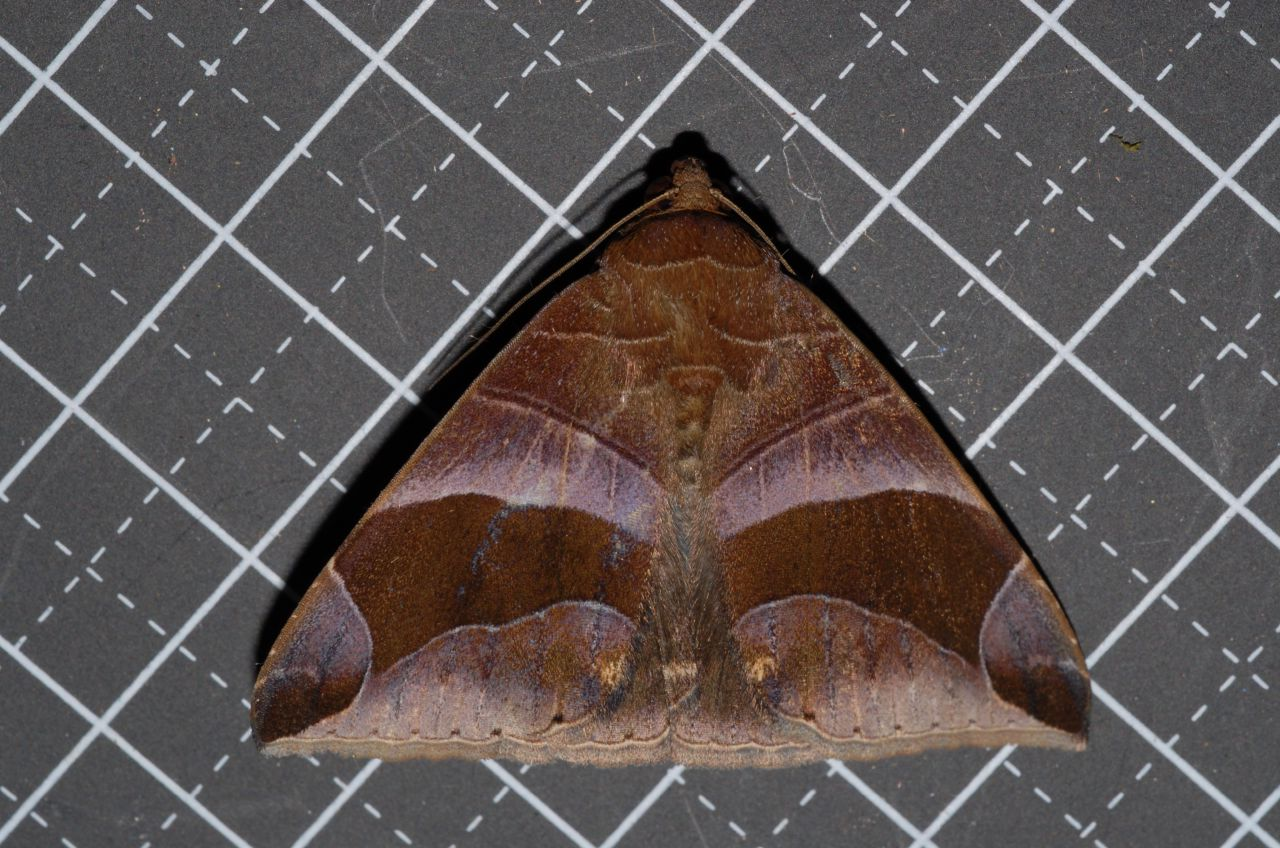
Dysgonia acuta
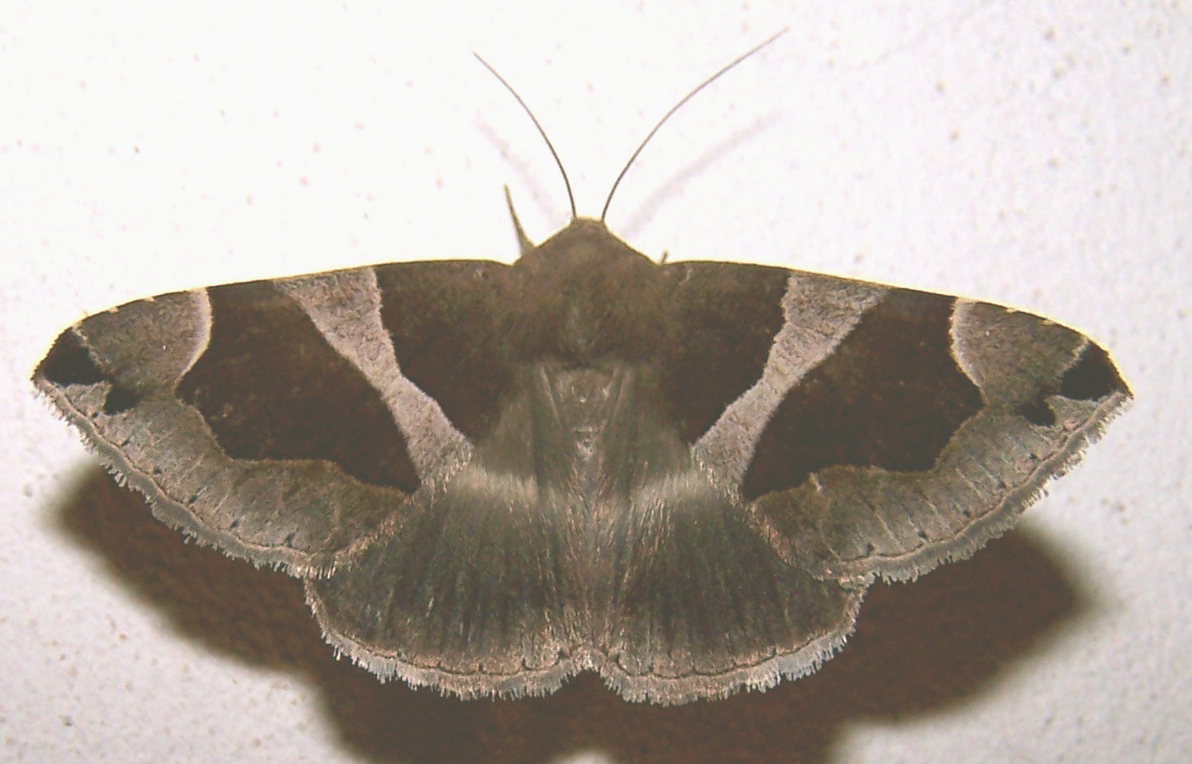
Dysgonia algira
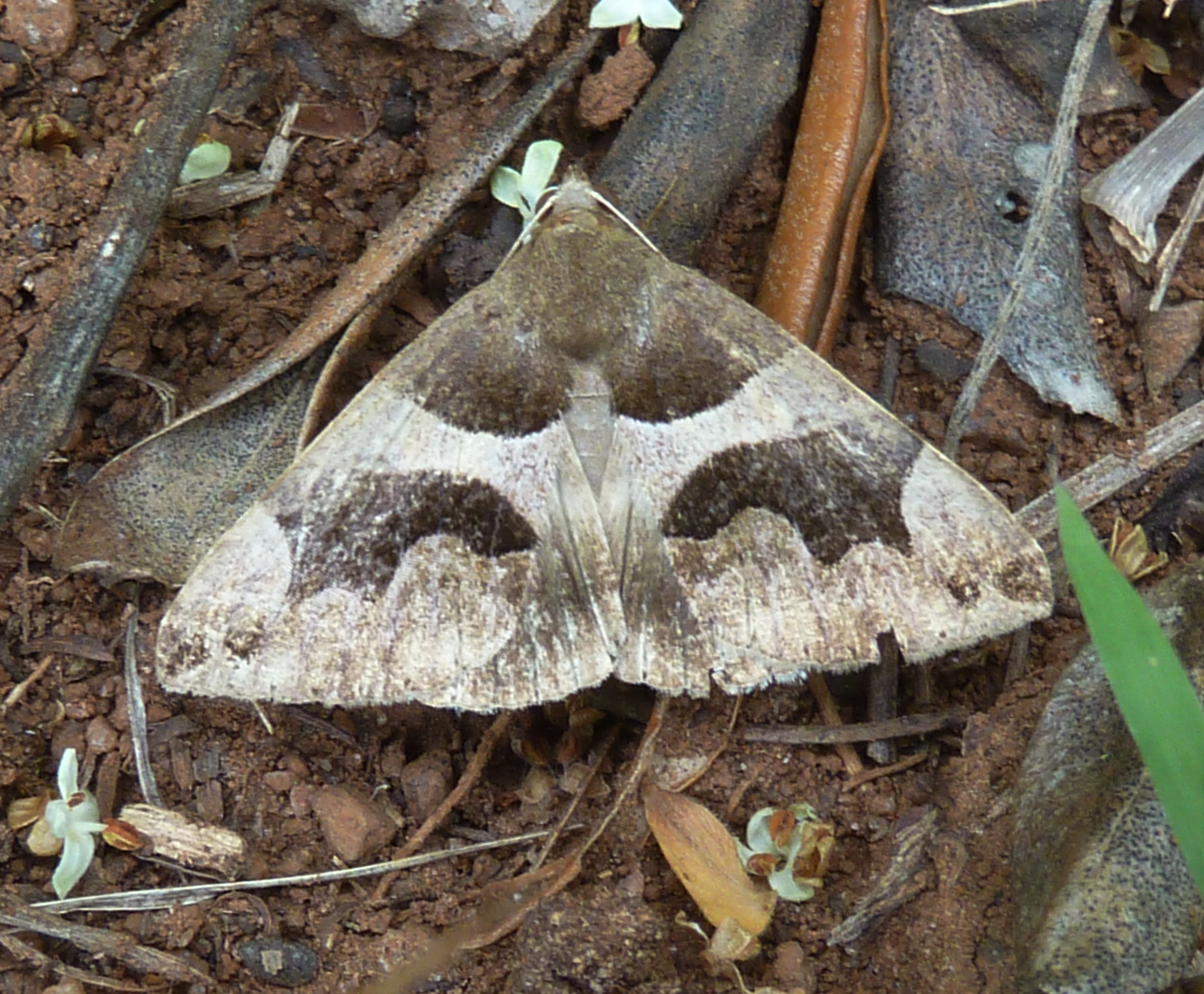
Dysgonia properans